# Komelina

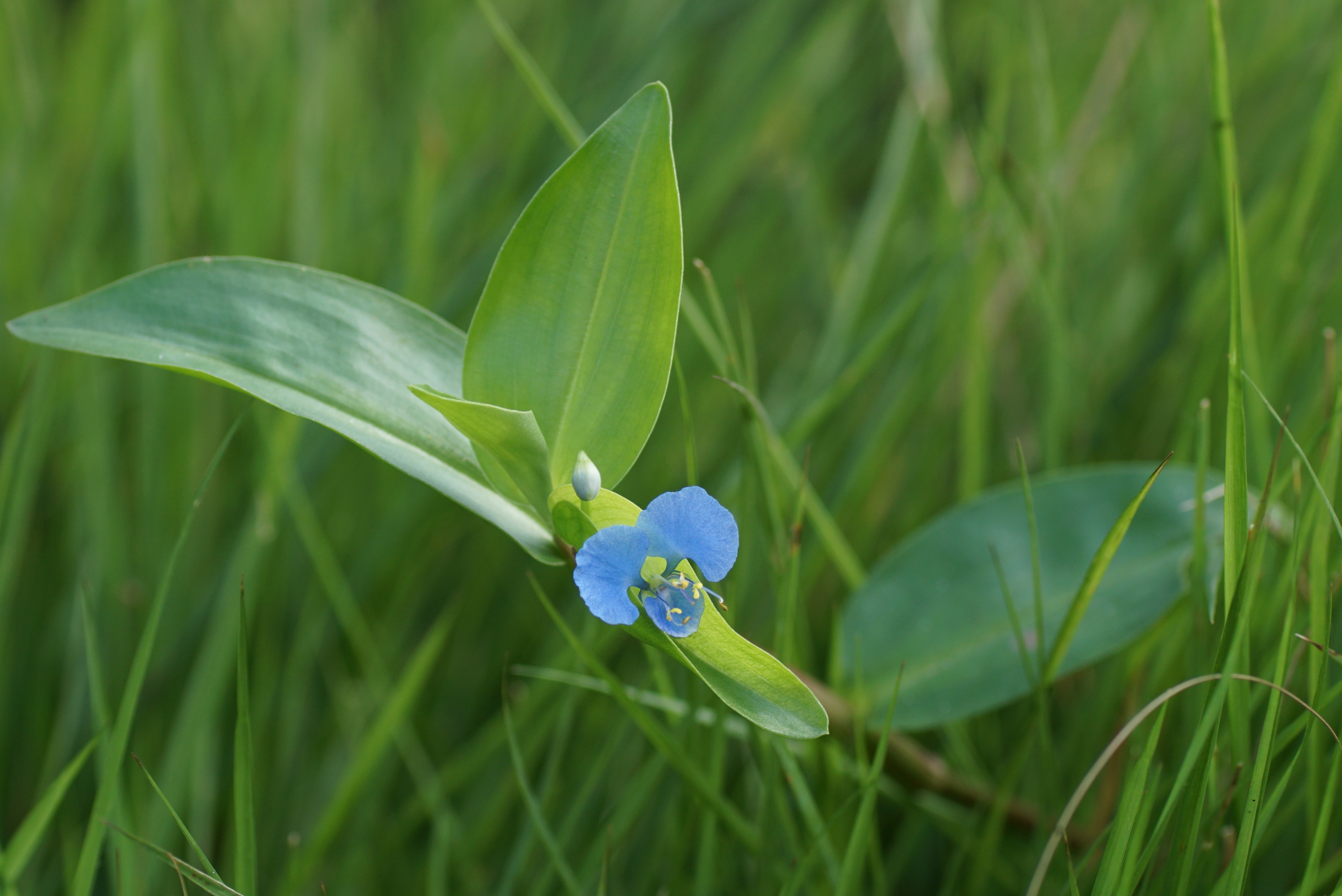
Commelina diffusa

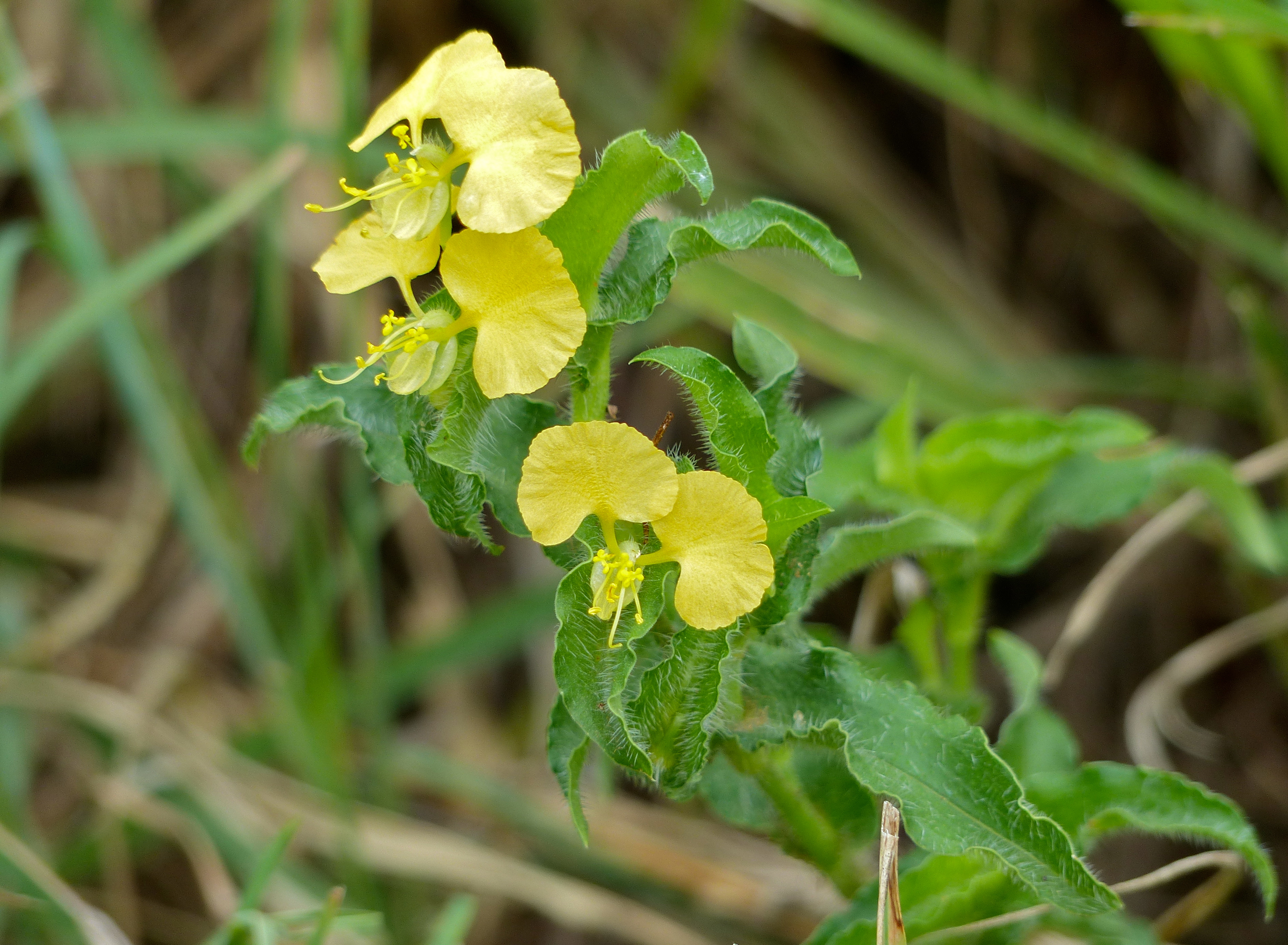
Commelina africana

Komelina (Commelina L.) – rodzaj roślin z rodziny komelinowatych. Obejmuje ok. 170–195 gatunków. Występują one na wszystkich kontynentach w strefie tropikalnej i subtropikalnej, rzadziej w strefie klimatu umiarkowanego ciepłego. Poza Kaukazem w Europie rosną tylko rośliny introdukowane w południowej części kontynentu. W Polsce jako przejściowo dziczejące (efemerofity) stwierdzone zostały komelina pospolita C. communis i komelina niebieska C. tuberosa.
Rośliny te zasiedlają zróżnicowane siedliska, przy czym stosunkowo rzadko są to lasy. Liczne gatunki z tego rodzaju to chwasty upraw w strefie międzyzwrotnikowej, szczególnie problematyczne w uprawach trzciny cukrowej, ale też ryżu. Z kolei na plantacjach kawowców są roślinami pożądanymi tworząc zwartą okrywę gleby, przeciwdziałając jej erozji. Wiele gatunków uprawianych jest w tropikach jako rośliny okrywowe. Niektóre mają jadalne bulwy korzeniowe. Okazałe kwiaty komeliny pospolitej dostarczają niebieskiego barwnika wykorzystywanego w Japonii do wyrobu papieru „awobana”. Różne gatunki wykorzystywane są jako lecznicze, stosowane zwłaszcza w formie kompresów. Komelina niebieska używana jest do tamowania krwawienia, a C. virginica jako ziele moczopędne. C. diffusa, C. clavata, C. africana, C. benghalensis wykorzystywane są jako warzywo i rośliny pastewne. C. cyanea w Australii wykorzystywana była jako zielone warzywo do walki ze szkorbutem.
W uprawie wymagają stanowisk słonecznych, osłoniętych od wiatru, gleb żyznych i przepuszczalnych. W okresie zimowym muszą być chronione przed mrozem (w klimacie umiarkowanym przenoszone do pomieszczeń lub szklarni, ewentualnie uprawiane są jako rośliny roczne). Rozmnażane są z nasion lub przez sadzonki.

## Morfologia

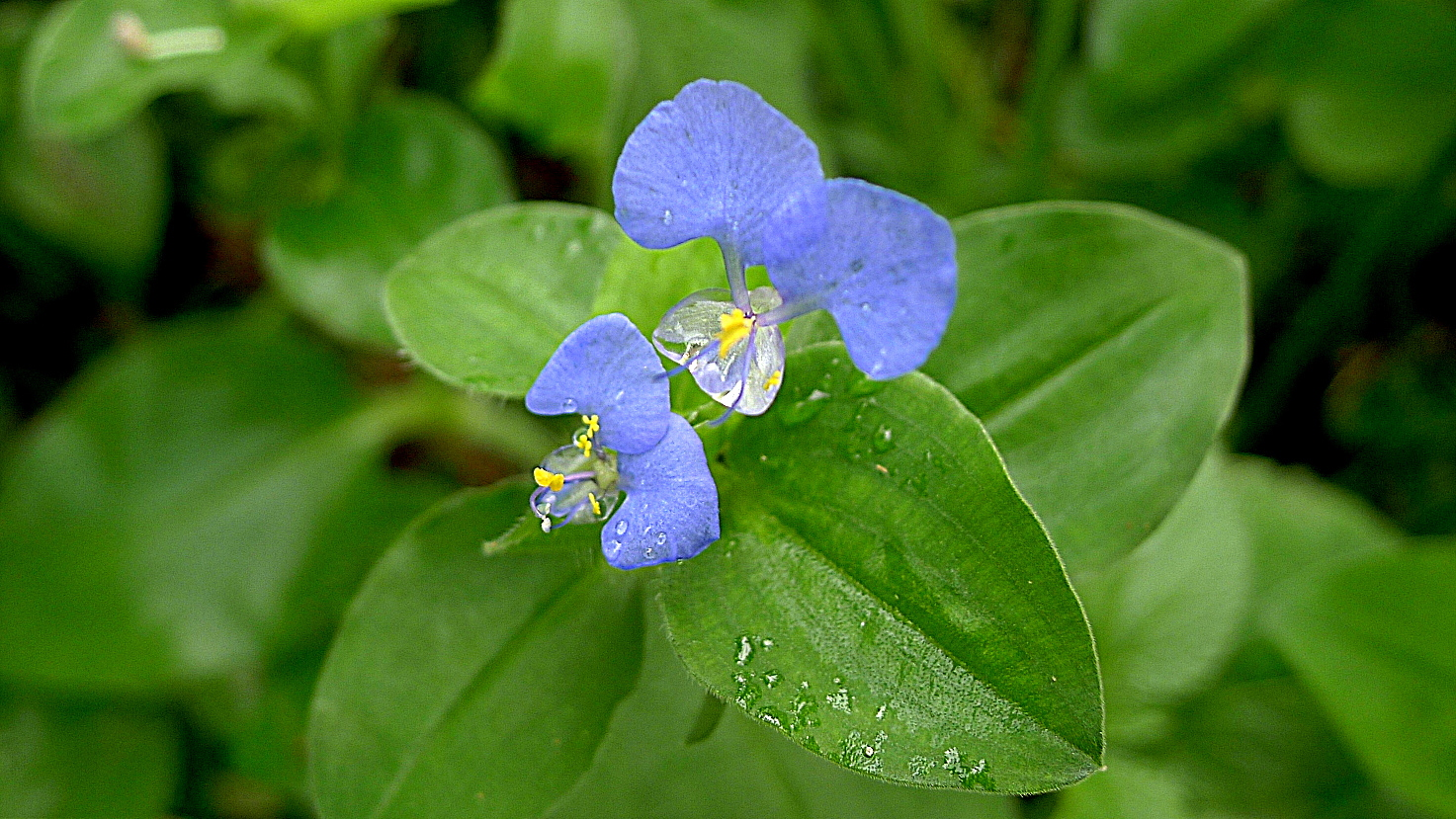
Commelina benghalensis

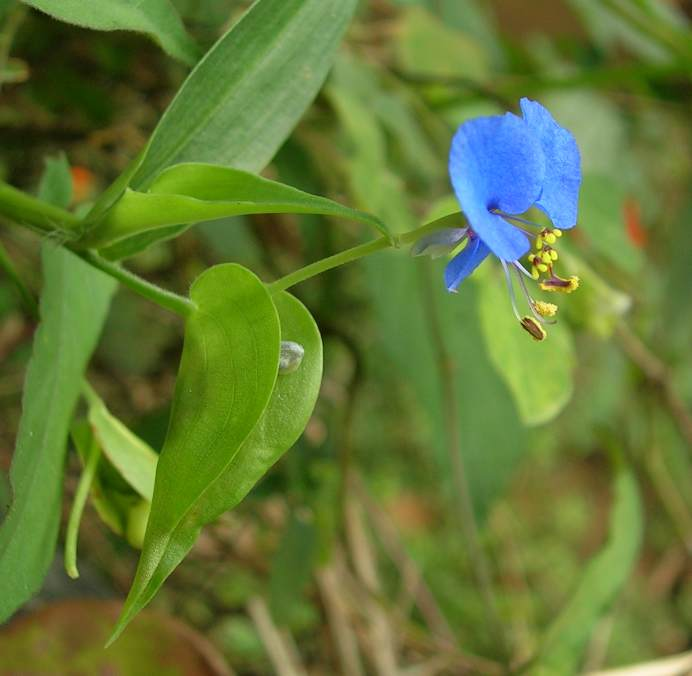
Commelina caroliniana

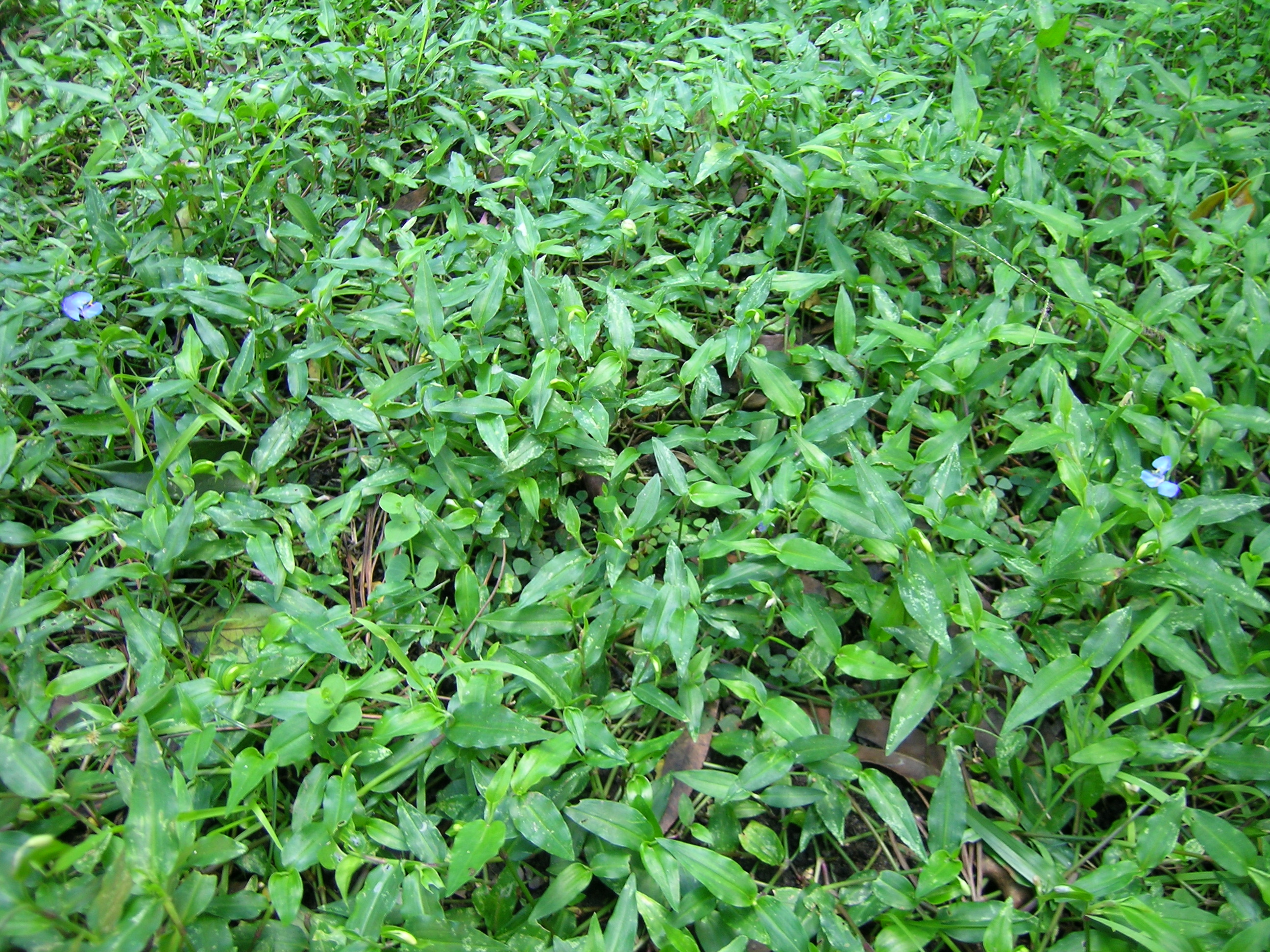
Commelina cyanea

PokrójRośliny zielne (jednoroczne i byliny) o łodygach płożących, podnoszących się i prosto wzniesionych. Z korzeniami cienkimi lub bulwiasto zgrubiałymi. Bez kłącza.
LiścieSkrętoległe lub dwurzędowe, siedzące lub ogonkowe.
KwiatyZebrane w szczytowe kwiatostany wsparte okazałą, złożoną podsadką, z kąta której wyrastają 1–2 wierzchotki, z których na dolnej rozwija się kilka kwiatów, a na górnej kwiaty są szczątkowe lub tylko męskie. Kwiaty szypułkowe, o symetrii grzbiecistej. Działki kielicha lancetowate do jajowato-zaokrąglonych, z których dwie często są ze sobą zrośnięte. Jeden z trzech płatków korony zwykle odmienny od pozostałych – mniejszy i odmiennego koloru. Pozostałe dwa okazałe, najczęściej niebieskie, rzadziej białe, żółte, liliowe, lawendowe, różowe, z paznokciem. Pręciki trzy i trzy prątniczki. Pręciki mają nagie nitki, z czego dwie często są u nasady zrośnięte, pylniki z czterema łatkami, podobne do motyli. Zalążnia dwu- lub trójkomorowa, z pojedynczymi zalążkami. U roślin z tego rodzaju występują także kwiaty podziemne, klejstogamiczne, na których zawiązują się także podziemne owoce (geokarpia).
OwocePodługowate do kulistawych torebki, otwierające się zwykle dwiema, rzadziej trzema klapami. Komory bez nasion lub z pojedynczymi (1–2) nasionami. Te walcowate lub elipsoidalne, o łupinie gładkiej lub siateczkowatej.

## Systematyka
Pozycja systematyczna

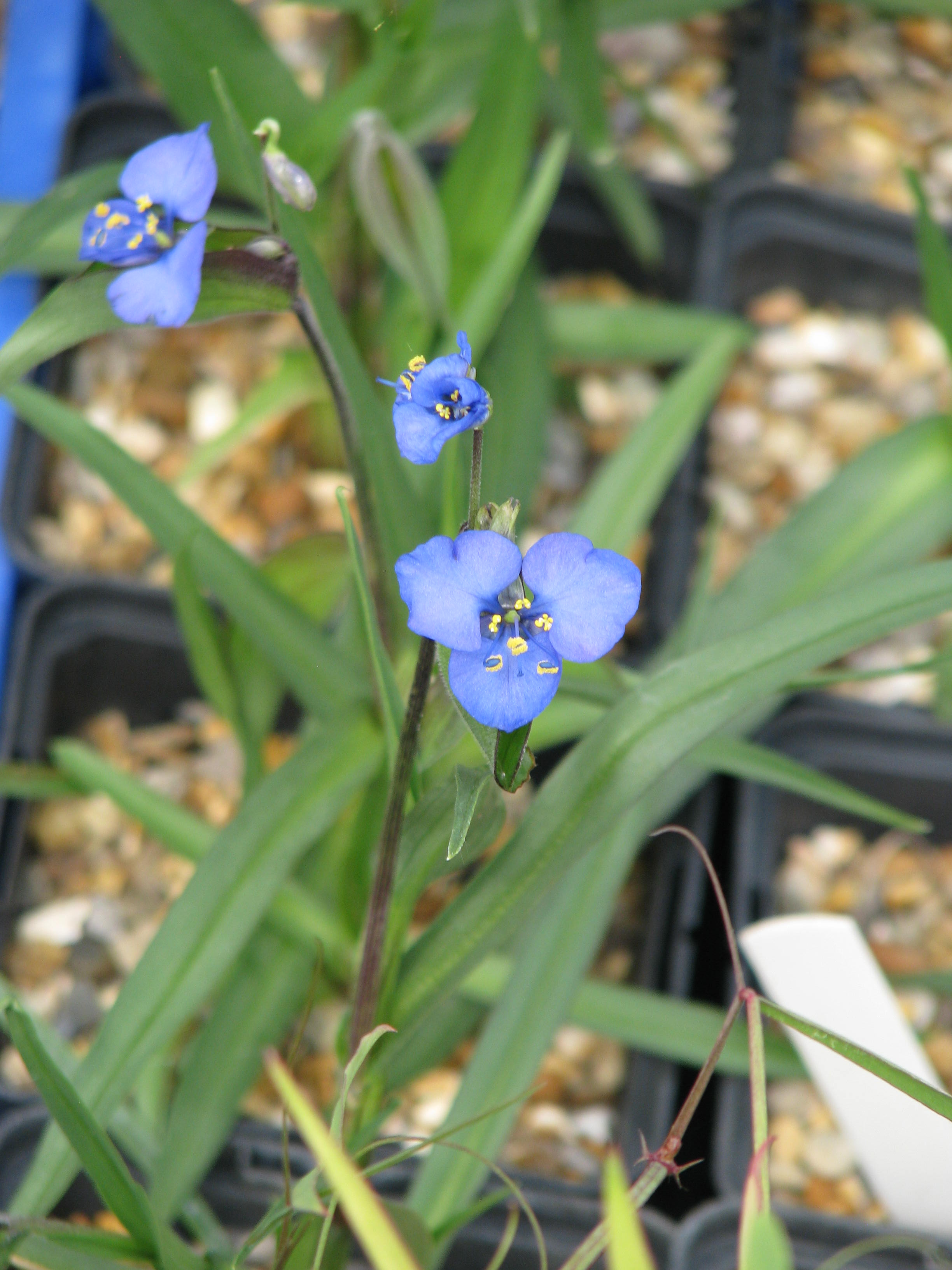
Commelina dianthifolia

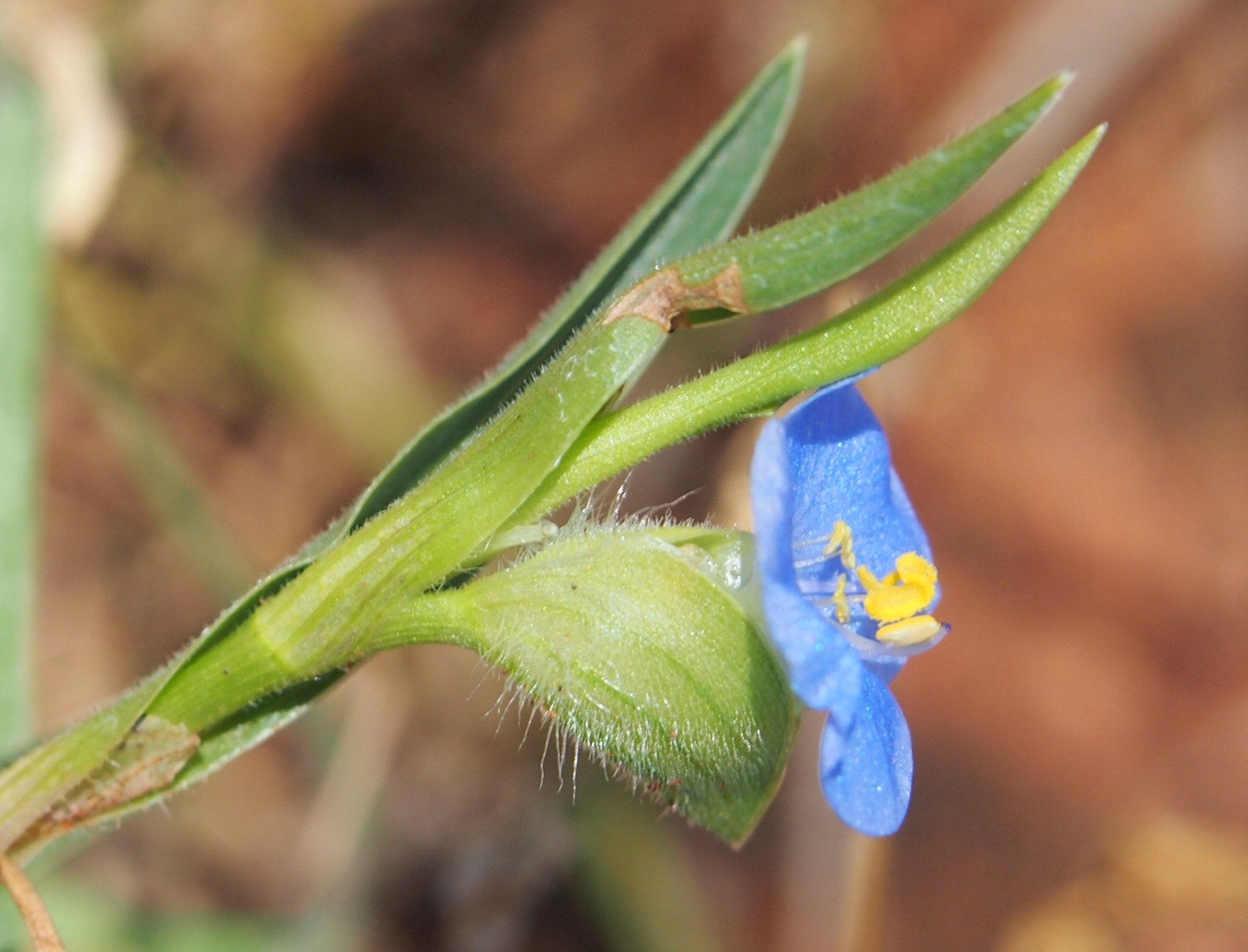
Commelina ensifolia

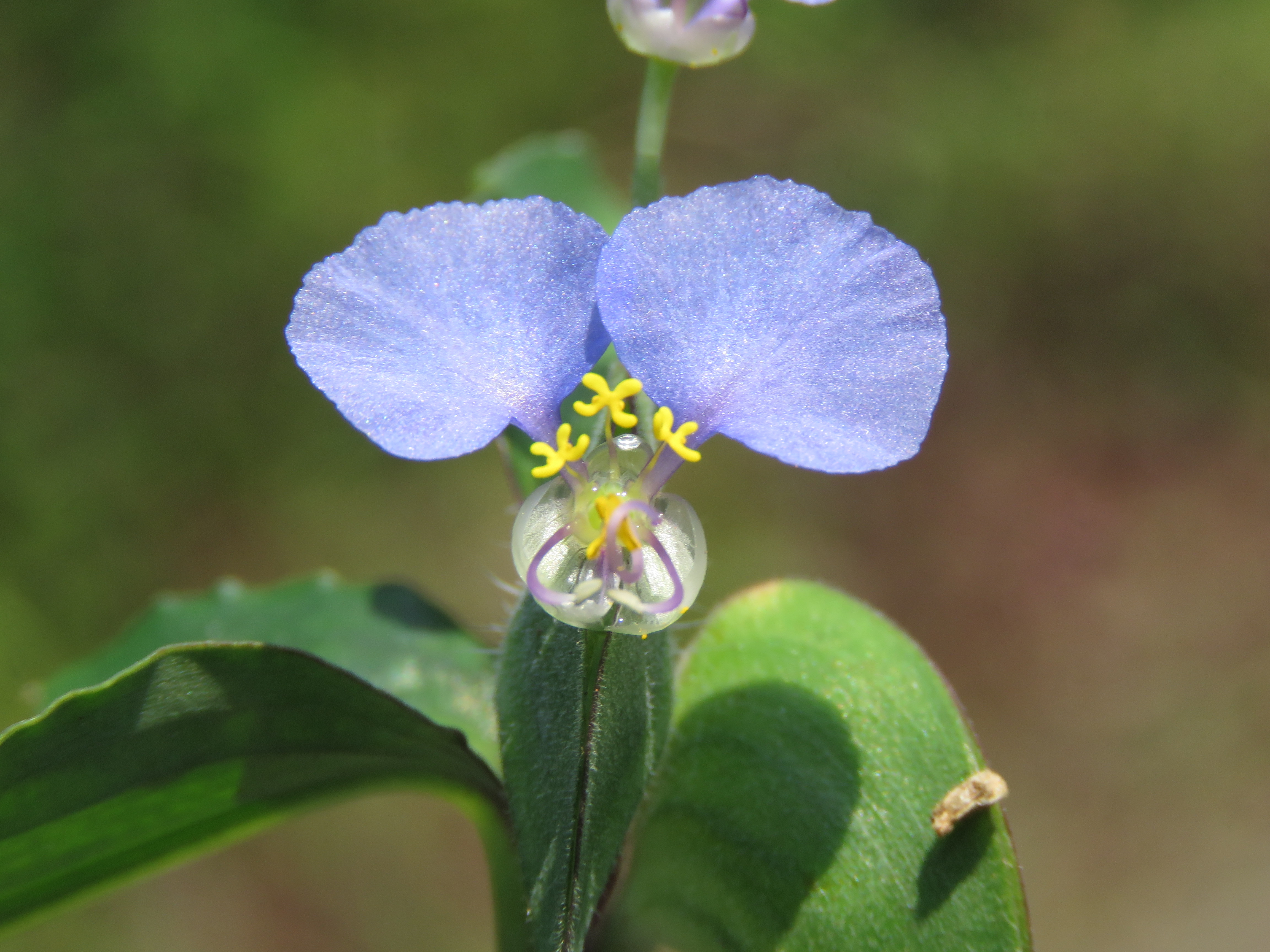
Commelina erecta

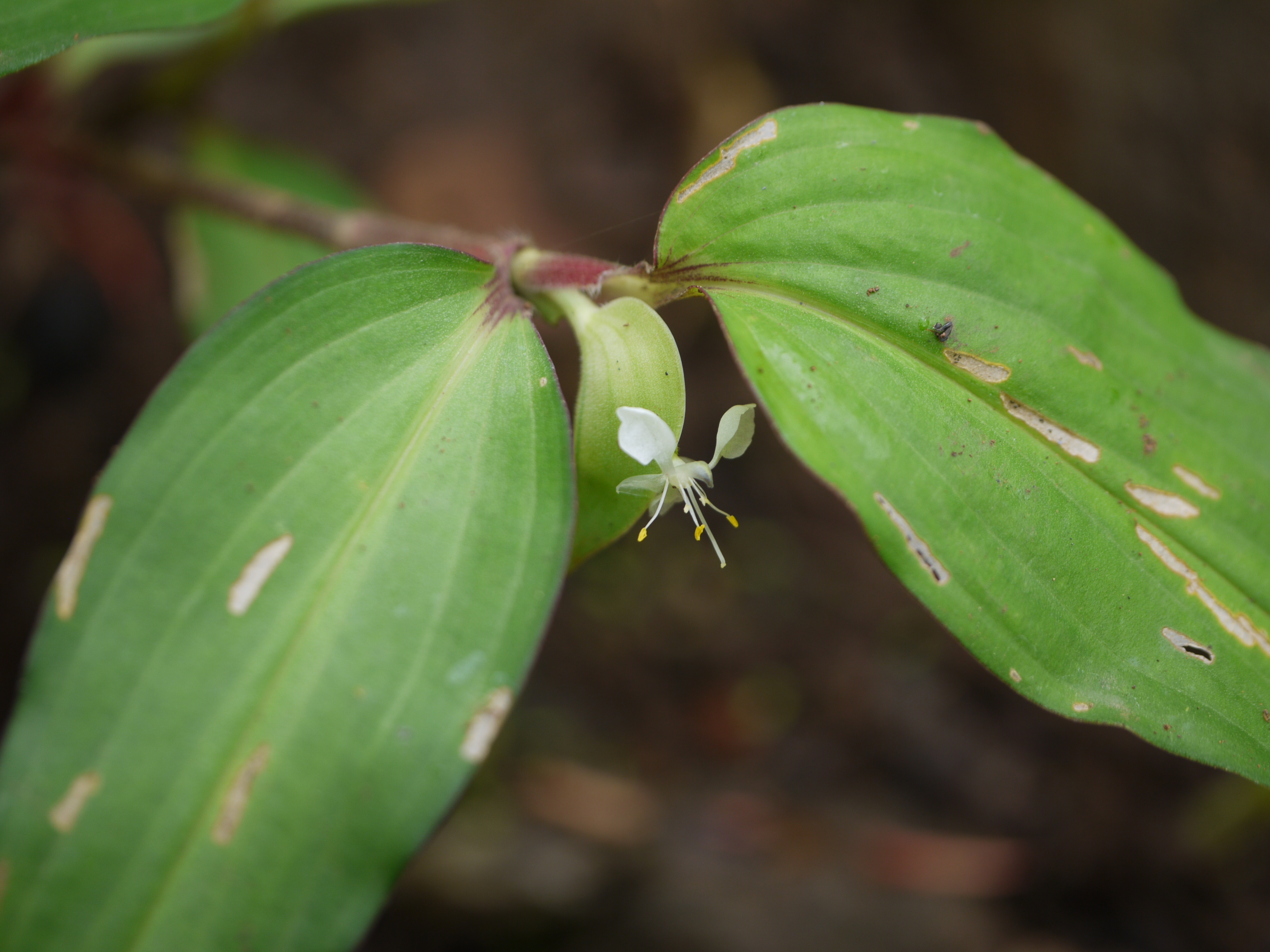
Commelina suffruticosa

W obrębie rodziny komelinowatych Commelinaceae rodzaj należy do podrodziny Commelinoideae, a w jej obrębie do plemienia Commelineae Meisner (1842).
Wykaz gatunków
- Commelina acutispatha De Wild.
- Commelina acutissima Urb.
- Commelina africana L.
- Commelina agrostophylla F.Muell.
- Commelina albescens Hassk.
- Commelina albiflora Faden
- Commelina amplexicaulis Hassk.
- Commelina andamanica S.M.Joseph & Nampy
- Commelina appendiculata C.B.Clarke
- Commelina arenicola Faden
- Commelina ascendens J.K.Morton
- Commelina aspera G.Don ex Benth.
- Commelina attenuata J.Koenig ex Vahl
- Commelina aurantiiflora Faden & Raynsf.
- Commelina auriculata Blume
- Commelina avenifolia J.Graham
- Commelina bambusifolia Matuda
- Commelina barbata Lam.
- Commelina beccariana Martelli
- Commelina bella Oberm.
- Commelina benghalensis L.
- Commelina bequaertii De Wild.
- Commelina boissieriana C.B.Clarke
- Commelina bracteosa Hassk.
- Commelina bravoa Matuda
- Commelina cameroonensis J.K.Morton
- Commelina capitata Benth.
- Commelina caroliniana Walter
- Commelina catharinensis Hassemer, J.P.R.Ferreira, Funez & J.D.Medeiros
- Commelina chamissonis Klotzsch ex C.B.Clarke
- Commelina chayaensis Faden
- Commelina ciliata Stanley
- Commelina clarkeana K.Schum.
- Commelina clavata C.B.Clarke
- Commelina clavatoides Nampy & S.M.Joseph
- Commelina communis L. – komelina pospolita
- Commelina congesta C.B.Clarke
- Commelina congestipantha López-Ferr., Espejo & Ceja
- Commelina corbisieri De Wild.
- Commelina corradii Chiov. ex Chiarugi
- Commelina crassicaulis C.B.Clarke
- Commelina cufodontii Chiov.
- Commelina cyanea R.Br.
- Commelina dammeriana K.Schum.
- Commelina dekindtiana Fritsch
- Commelina demissa C.B.Clarke
- Commelina dianthifolia Redouté
- Commelina dielsii Herter
- Commelina diffusa Burm.f.
- Commelina disperma Faden
- Commelina droogmansiana De Wild.
- Commelina eckloniana Kunth
- Commelina elliptica Kunth
- Commelina ensifolia R.Br.
- Commelina erecta L.
- Commelina fluviatilis Brenan
- Commelina foliacea Chiov.
- Commelina forskaolii Vahl
- Commelina frutescens Faden
- Commelina gambiae C.B.Clarke
- Commelina gelatinosa Edgew.
- Commelina geniculata Desv.
- Commelina giorgii De Wild.
- Commelina gourmaensis A.Chev.
- Commelina grandis Brenan
- Commelina grossa C.B.Clarke
- Commelina haitiensis Urb. & Ekman
- Commelina heterosperma Blatt. & Hallb.
- Commelina hirsuta (Wight) Bedd.
- Commelina hispida Ruiz & Pav.
- Commelina hockii De Wild.
- Commelina holubii C.B.Clarke
- Commelina homblei De Wild.
- Commelina huillensis Welw. ex C.B.Clarke
- Commelina humblotii H.Perrier
- Commelina huntii M.Pell.
- Commelina imberbis Ehrenb. ex Hassk.
- Commelina indehiscens E.Barnes
- Commelina irumuensis De Wild.
- Commelina jaliscana Matuda
- Commelina jamesonii C.B.Clarke
- Commelina kapiriensis De Wild.
- Commelina kilanga De Wild.
- Commelina kisantuensis De Wild.
- Commelina kitaleensis Faden
- Commelina kituloensis Faden
- Commelina kotschyi Hassk.
- Commelina lanceolata R.Br.
- Commelina latifolia Hochst. ex A.Rich.
- Commelina leiocarpa Benth.
- Commelina longicapsa C.B.Clarke
- Commelina longicaulis Jacq.
- Commelina longifolia Lam.
- Commelina loureiroi Kunth
- Commelina lukei Faden
- Commelina lukonzolwensis De Wild.
- Commelina luteiflora De Wild.
- Commelina luzonensis Elmer
- Commelina macrospatha Gilg & Ledermann ex Mildbr.
- Commelina macrosperma J.K.Morton
- Commelina maculata Edgew.
- Commelina madagascarica C.B.Clarke
- Commelina major H.Perrier
- Commelina martyrum H.Lév.
- Commelina mascarenica C.B.Clarke
- Commelina melanorrhiza Faden
- Commelina membranacea Robyns
- Commelina mensensis Schweinf.
- Commelina merkeri K.Schum.
- Commelina microspatha K.Schum.
- Commelina milne-redheadii Faden
- Commelina modesta Oberm.
- Commelina montigena H.Perrier
- Commelina mwatayamvoana P.A.Duvign. & Dewit
- Commelina neurophylla C.B.Clarke
- Commelina nigritana Benth.
- Commelina nivea López-Ferr., Espejo & Ceja
- Commelina nyasensis C.B.Clarke
- Commelina obliqua Vahl
- Commelina oligotricha Miq.
- Commelina orchidophylla Faden & Layton
- Commelina paleata Hassk.
- Commelina pallida Willd.
- Commelina pallidispatha Faden
- Commelina paludosa Blume
- Commelina petersii Hassk.
- Commelina phaeochaeta Chiov.
- Commelina platyphylla Klotzsch ex Seub.
- Commelina polhillii Faden & M.H.Alford
- Commelina pseudopurpurea Faden
- Commelina pseudoscaposa De Wild.
- Commelina purpurea C.B.Clarke
- Commelina pycnospatha Brenan
- Commelina pynaertii De Wild.
- Commelina quarrei De Wild.
- Commelina queretarensis López-Ferr., Espejo & Ceja
- Commelina quitensis Benth.
- Commelina ramosissima López-Ferr., Espejo & Ceja
- Commelina ramulosa (C.B.Clarke) H.Perrier
- Commelina reflexa Rusby
- Commelina reptans Brenan
- Commelina reticulata Stanley
- Commelina reygaertii De Wild.
- Commelina rhodesica Norl.
- Commelina robynsii De Wild.
- Commelina roensis M.D.Barrett & R.L.Barrett
- Commelina rogersii Burtt Davy
- Commelina rosulata Faden & Layton
- Commelina ruandensis De Wild.
- Commelina rufipes Seub.
- Commelina rupicola Font Quer ex Emb. & Maire
- Commelina rzedowskii López-Ferr., Espejo & Ceja
- Commelina saxatilis H.Perrier
- Commelina saxosa De Wild.
- Commelina scabra Benth.
- Commelina scandens Welw. ex C.B.Clarke
- Commelina scaposa C.B.Clarke ex De Wild. & T.Durand
- Commelina schinzii C.B.Clarke
- Commelina schliebenii Mildbr.
- Commelina schweinfurthii C.B.Clarke
- Commelina shinsendaensis De Wild.
- Commelina sikkimensis C.B.Clarke
- Commelina singularis Vell.
- Commelina socorrogonzalezi ae Espejo & López-Ferr.
- Commelina somalensis Chiov.
- Commelina spectabilis C.B.Clarke
- Commelina sphaerorrhizoma Faden & Layton
- Commelina standleyi Steyerm.
- Commelina stefaniniana Chiov.
- Commelina subcucullata C.B.Clarke
- Commelina subscabrifolia De Wild.
- Commelina subulata Roth
- Commelina suffruticosa Blume
- Commelina sulcatisperma Faden
- Commelina sylvatica De Wild.
- Commelina texcocana Matuda
- Commelina trachysperma Chiov.
- Commelina transversifolia De Wild.
- Commelina triangulispatha Mildbr.
- Commelina tricarinata Stanley
- Commelina tricolor E.Barnes
- Commelina trilobosperma K.Schum.
- Commelina tuberosa L. – komelina niebieska, k. bulwkowata
- Commelina umbellata Schumach. & Thonn.
- Commelina undulata R.Br.
- Commelina ussilensis Schweinf.
- Commelina velutina Mildbr.
- Commelina vermoesenii De Wild.
- Commelina virginica L.
- Commelina welwitschii C.B.Clarke
- Commelina wightii Raizada
- Commelina zambesica C.B.Clarke
- Commelina zenkeri C.B.Clarke
- Commelina zeylanica Falkenb.
- Commelina zigzag P.A.Duvign. & Dewit